# 科學怪人 (2025年電影)
《科學怪人》（英語：Frankenstein）是一部2025年美國哥德科幻片，由吉勒摩·戴托羅編導，改編自瑪麗·雪萊的1818年同名小說，講述一位才華橫溢卻自負的科學家在一次可怕的實驗中創造了一頭生物，而這場實驗最終導致了創造者及悲劇色彩產物的毀滅。主演陣容包括奧斯卡·伊薩克、雅各·艾洛迪、米亞·高斯、拉尔斯·米科尔森、大卫·布拉德利、克利斯汀·康佛瑞、查尔斯·丹斯及克里斯多夫·華茲。
本片由Netflix發行，登上第82屆威尼斯影展正式競賽單元全球首映，角逐金獅獎。

## 演員
- 奧斯卡·伊薩克飾演維多·法蘭克斯坦
  - 克利斯汀·康佛瑞（英语：Christian Convery）飾演年少的維多
- 雅各·艾洛迪飾演怪物
- 米亞·高斯飾演伊麗莎白·法蘭克斯坦（英语：Elizabeth Lavenza）
- 克里斯多夫·華茲飾演哈蘭德（Harlander）
- 菲利克斯·卡默勒（英语：Felix Kammerer）飾演威廉·法蘭克斯坦（William Frankenstein）
- 勞倫·柯林斯（英语：Lauren Collins）飾演克萊兒·法蘭克斯坦（Claire Frankenstein）
- 拉尔斯·米科尔森飾演安德森船長（Captain Anderson）
- 大卫·布拉德利飾演盲人
- 查尔斯·丹斯飾演利奧波德·法蘭克斯坦（Leopold Frankenstein）
- 拉爾夫·伊尼森飾演克倫佩教授（Professor Krempe）
- 伯恩·戈曼飾演伊果（英语：Igor (character)）

## 製作

### 發展
吉勒摩·戴托羅在2007年表示，「願意拼盡全力製作」典型的「彌爾頓悲劇」版《科學怪人》項目，相當於法蘭克·戴瑞邦的「堪稱完美」的劇本，該劇本後來演變成了肯尼斯·布萊納的《瑪麗·雪萊之科學怪人》（1994年）。2008年1月，他透露，自己正在繪製設定圖，希望以此作為電影世界的基礎。此外，他已經開始撰寫劇本筆記，但逢美國編劇協會大罷工後停止。接下來的一個月，
「我想做的就是妥善利用這個神話，將《科學怪人》和《科学怪人的新娘》的元素相互結合，而非單純講述怪物的典型神話電影……《科學怪人》唯一令我感到飽滿的不是悲劇，也不是怪物的彌爾頓層面，而是漢默電影中的克里斯多福·李，他版本的怪物彷彿栩栩如生。鲍里斯·卡洛夫奠定了《科學怪人》電影的悲劇元素，但包括法蘭克·戴瑞邦偉大劇本在內的眾多版本，從未將我心目中小說的最佳時刻拍出來。」
同年9月晚期，本片透過戴托羅與環球影業簽訂的為期三年的優先電影協議而定檔，同時他還宣布將執導一系列電影，包括《化身博士》、《第五號屠宰場》和《德魯德》。戴托羅引用了伯尼·賴特森的《科學怪人》插圖作為靈感，並表示本片不會直接改編自瑪麗·雪萊的小說，而是「著重於怪物的冒險故事。」他還希望能讓賴特森來設計片中的怪物。
2009年，戴托羅表示《科學怪人》的製作至少在四年內不可能開始。儘管如此，他還是選擇了經常合作的道格·瓊斯來扮演弗兰肯斯坦的怪物，並開始與該演員進行化妝測試。瓊斯後來表示，由於環球影業對其闇黑宇宙系列的未來計劃，該項目被擱置。2013年，戴托羅稱，有興趣讓班奈狄克·康柏拜區扮演怪物。戴托羅在2014年表示，除了《科學怪人》外，也想拍攝自己版本的《科學怪人的新娘》；環球影業董事長唐娜·蘭利曾多次與他接洽，希望能拍出《科學怪人》，但這是戴托羅的「夢想計畫」，不願意配合環球將電影設定於現代的期望。2020年，戴托羅在宣傳電影《鹿魔》的採訪中表示，如果有足夠的資金，且根據原作的複雜和不斷變化的觀點，期望將原作拍成兩至三部電影。
2023年，Netflix與戴托羅簽署了多年製作項目的協議，令戴托羅版的《科學怪人》復活。《皮諾丘》榮獲第95屆奧斯卡金像獎最佳動畫片後，《綜藝》透露，戴托羅將與安德魯·加菲爾德、奧斯卡·伊薩克和米亞·高斯就潛在角色進行早期洽談，並親自擔任編導。9月，戴托羅透露，拍攝計畫於2024年2月開始，克里斯多夫·華茲已加入演員陣容。2024年1月，加菲爾德因SAG-AFTRA大罷工而導致檔期衝突並退出本片，改由雅各·艾洛迪取代之，以飾演怪物。菲利克斯·卡默勒、拉尔斯·米科尔森、大卫·布拉德利、克利斯汀·康佛瑞和查尔斯·丹斯在同月加入演出陣容。

### 拍攝
電影2024年2月12日在多倫多展開主要拍攝，並於9月30日殺青。2024年9月，本片在愛丁堡皇家一英里與林肯郡史丹佛的伯利莊園進行了額外的拍攝。

## 發行
《科學怪人》在2025年多倫多國際影展的「特別展映」單元舉行首映，2025年9月8日放映。本片2025年10月17日在美國部分影院上映，2025年11月7日在Netflix全球上線。

## 外部連結
- 互联网电影数据库（IMDb）上《科學怪人》的资料（英文）